# Глория, Отто
Отавиано (Отто) Мартинс Глория (порт. Otaviano (Otto) Martins Glória; 9 января 1917, Рио-де-Жанейро — 4 сентября 1986, Рио-де-Жанейро) — бразильский футбольный тренер. Один из самых успешных тренеров в истории футбола по количеству трофеев на уровне клубов и национальных сборных. Самых больших успехов Глория добился с португальским клубом «Бенфика», а на международном уровне в 1966 году привёл сборную Португалии к третьему месту на чемпионате мира 1966, а сборную Нигерии к победе в Кубке африканских наций в 1980 году. Автор известной фразы: «В Португалии, когда команда проигрывает, тренера называют „чудовище“, а когда выигрывает — „Великий“.»

## Карьера
Отто Глория родился 9 января 1917 в Рио-де-Жанейро в семье португальских эмигрантов «второй волны»: его бабушка по отцовской линии была с Азорских островов, а с материнской — из города Вила-Нова-де-Гайя. Он начал карьеру в своём родном городе, выступая за местные команды, включая «Ботафого», «Васко да Гама» и «Оларию». В возрасте 25-ти лет он завершил карьеру футболиста и встал на тренерскую стезю, взявшись тренировать молодёжный состав клуба «Васко да Гама», а затем он стал ассистеном главного тренера клуба Флавио Косты, а затем принял бразды правления самостоятельно и его клуб выиграл первый футбольный трофей в жизни Глории — Чемпионат штата, затем Глория недолго руководил клубом «Васко да Гама».
В 1954 году Глорию приглашает в свои ряды клуб с родины его предков — «Бенфика», Глория отвечает согласием, он прибывает в Лиссабон 24 июня и сразу принимается за работу. Руководит «Бенфикой» 5 сезонов и смог выиграть с этим клубом 2 чемпионата Португалии и 3 Кубка Португалии, а покинул команду Глория из-за конфликта с руководством клуба, не желавшем покупать нужных ему игроков. Но, несмотря на уход, именно Глория стал тем человеком, который заложил фундамент команды, которая через год под руководством другого тренера, венгра Белы Гуттманна выиграет Кубок европейских чемпионов. После «Бенфики» Глория остался в Португалии и руководил клубами «Белененсеш» и «Спортингом».
После Португалии Глория в феврале 1962 года уехал во Францию, где встал у руля знаменитого клуба «Олимпик Марсель», который играл во втором французском дивизионе. Глории поставили цель выйти в высшую французскую лигу, и бразилец справился с задачей: под его четырёхмесячным руководством «Олимпик» не проиграл ни одной игры и вышел в высшую лигу. После Франции, Глория ненадолго вернулся в Бразилию, чтобы вновь возглавить «Васко да Гама», а затем опять уехал в Европу, чтобы принять бразды правления клубом «Порту», с которым Глория стал дважды вторым, проиграв Кубок Португалии и заняв второе место в чемпионате страны. Затем бразилец руководил «Спортингом», который привёл к завоеванию чемпионского звания.
Работа Глории привела к тому, что Португальская федерация футбола предложила Глории, помимо основной работы, помогать Луису Афонсо готовить сборную команду Португалии к чемпионату мира 1966 в Англии, но затем сам Глория стал главным тренером команды и привёл сборную к завоеванию третьего места. После этого успеха Глорию пригласил клуб «Атлетико Мадрид», но в Испании бразилец успехов с командой добиться не смог и вернулся в Португалию, в «Бенфику» и даже достиг с командой до финала Кубка европейских чемпионов, в котором правда, «Бенфика» проиграла клубу «Манчестер Юнайтед» 1:4.
После «Бенфики» Глория работал с клубами «Португеза Деспортос», «Васко да Гама», «Гремио» и «Сантос» на родине, «Монтеррей» в Мексике, а также сборными Португалии и Нигерии, с последней Глория выиграл Кубок африканских наций.
Умер Отто Глория 4 сентября 1986 года в Рио-де-Жанейро.

## Достижения
«Ботафого»
- Чемпион штата Рио-де-Жанейро: 1948

«Бенфика»
- Чемпион Португалии (4): 1955, 1957, 1968, 1969
- Обладатель Кубка Португалии (5): 1955, 1957, 1959, 1969, 1970

«Белененсеш»
- Обладатель Кубка Португалии (1): 1960

«Спортинг» (Лиссабон)
- Чемпион Португалии: 1966

Португалия
- Бронзовый призёр чемпионата мира: 1966

Португеза Деспортос
- Чемпион штата Сан-Паулу: 1973

Нигерия
- Обладатель Кубка африканских наций: 1980
- Итого: 14 трофеев